# Gary Becker
Gary Stanley Becker (2 tháng 12 năm 1930 – 3 tháng 5 năm 2014) là một nhà kinh tế học người Hoa Kỳ đoạt giải Nobel Kinh tế, Giải thưởng Nhà nước về Khoa học. Becker sinh ra tại Pottsville, Pennsylvania, lấy bằng cử nhân tại Đại học Princeton (1951), tiến sĩ tại Đại học Chicago (1955). Ông từng giảng ở Đại học Colombia một thời gian (1957 – 1968) trước khi về làm giáo sư Đại học Chicago đồng thời ở ba khoa là khoa kinh tế học, khoa xã hội học và Trường Kinh doanh Booth. Becker được trao Giải John Bates Clark vào năm 1967, và Giải Nobel Kinh tế vào năm 1992, được bầu làm viện sĩ Viện hàn lâm giáo hoàng về Khoa học năm 1997, được trao Huân chương Tự do của Tổng thống Hoa Kỳ vào năm 2007.
Becker là một trong những học giả kinh tế hàng đầu nghiên cứu về hành vi xã hội của con người như phân biệt chủng tộc, tội phạm, tổ chức gia đình, nghiện ma túy, dân chủ, nhập cư. Ông nổi tiếng với lý luận rằng các kiểu hành vi của con người dù khác nhau song đều dựa trên nguyên tắc duy lý và tối đa hóa thỏa dụng.

## Tiểu sử
Sinh ra ở Pottsville, Pennsylvania, khoảng 4, 5 tuổi gia đình ông dọn về Brooklyn. Năm 16 tuổi phải ông chọn tham gia chuyên ngành toán học mặc dù sở thích và khả năng của ông lại vượt trội hơn ở bộ môn bóng ném. Khi cha Becker bị mù, Becker bắt đầu vai trò đọc những tin tức, báo cáo về chính trị, chứng khoán và tài chính cho cha ông nghe. Những cuộc tranh luận về chính trị và công lý diễn ra thường xuyên trong gia đình Becker, cũng kể từ đó ông bắt đầu có những mối quan tâm về việc đóng góp cho xã hội.
Tại Đại học Princeton ông có học một khóa về Kinh tế và trở nên ưa thích ngành này, đặc biệt là những gì có liên hệ tới các tổ chức xã hội. Chẳng bao lâu ông cảm thấy rằng, những phương trình toán học không mô tả và giải quyết được những vấn đề của xã hội.
Becker lấy bằng cử nhân toán ở đại học Princeton vào năm 1951 và chuyển sang học tại University of Chicago. Ở đây ông gặp vào năm 1951 trong một khóa Kinh tế học vi mô Milton Friedman lần đầu tiên. Ông này làm cho ông càng ưa thích môn kinh tế học. 1955 Becker lấy bằng tiến sĩ ở University of Chicago. Từ 1957 cho tới 1968 ông dạy học tại Columbia University, sau đó trở lại University of Chicago, nơi mà ông dạy về lý thuyết giá cả.
Becker có 2 chị em gái và một anh em trai. Ông cưới người vợ đầu tiên là bà Doria Slote vào năm 1954 cho đến khi bà qua đời vào năm 1970. Ông bà có 2 người con gái: Catherine Becker và Judy Becker. 1980 ông cưới bà Guity Nashat, một nhà sử gia gốc Trung đông.
Becker qua đời vào ngày 3 tháng 5 năm 2014 tại Chicago, Illinois sau cuộc phẫu thuật tại bệnh viện Northwestern Memorial. Ông hưởng thọ 83 tuổi.

## Một số công trình tiêu biểu

### Viết riêng
- The Economics of Discrimination, (University of Chicago Press, 1957, 2nd ed., 1971).
- Human Capital: A Theoretical and Empirical Analysis, with Special Reference to Education, (National Bureau of Economic Research, 1964, 2nd ed., 1975, 3rd ed., 1993).
- Economic Theory, (Alfred A. Knopf, 1971, new ed., 2007).
- The Economic Approach to Human Behavior, (University of Chicago Press, 1976).
- A Treatise on the Family, (Harvard University Press, 1981, Enl. ed., 1991).
- An Economic Analysis of the Family, (Economic and Social Research Institute, 1986).
- Economic Growth, Inequality and Population Growth: the Family and the State, (Institute of Economics, Academia Sinica, 1987).
- Accounting for Tastes, (Harvard University Press, 1996).

### Viết chung
- The Allocation of Time and Goods over the Life Cycle, with Gilbert R. Ghez, (National Bureau of Economic Research, 1975).
- The Economics of Life: From Baseball to Affirmative Action to Immigration, How Real-world Issues Affect Our Everyday Life, with Guity Nashat Becker, (McGraw-Hill, 1997).
- Social Economics: Market Behavior in a Social Environment, with Kevin M. Murphy, (Harvard University Press, 2000).

### Đồng chủ biên
- Essays in the Economics of Crime and Punishment, co-edited with William M. Landes, (Columbia University Press, 1974).

### Bài truyết trình nhận giải Nobel
- The Economic Way of Looking at Life, 9 tháng 12 năm 1992.